# 在イラン中華人民共和国大使館
在イラン中華人民共和国大使館（簡体字中国語: 中华人民共和国驻伊朗大使馆、ペルシア語: سفارت جمهوری خلق چین در ایران、英語: Embassy of the People's Republic of China in Iran）は、中華人民共和国がイランの首都テヘランに設置している大使館。在テヘラン中華人民共和国大使館（簡体字中国語: 中华人民共和国驻德黑兰大使馆、ペルシア語: سفارت جمهوری خلق چین در تهران、英語: Embassy of the People's Republic of China in Tehran）とも。
2018年1月6日、東シナ海でイラン政府所有の石油タンカー・サーンチ号が衝突して沈没に至る事故が発生したことを受けて、同月21日に龐森大使（当時）がテヘランで記者会見を開き、中国当局が日本や韓国と協力しながらサーンチ号の乗組員の救助活動に従事した旨を説明し、記者からの質問にも逐一回答した。

## 住所
No.73 Movahed Danesh Ave., Aghdasiyeh, Tehran

## 大使
2019年6月17日より、常華が特命全権大使を務めている。